# سپاه سایبری نیروی زمینی ایالات متحده آمریکا
سپاه سایبری نیروی زمینی ایالات متحده آمریکا (انگلیسی: Cyber Corps) شاخه جنگ سایبری و جنگ اطلاعاتی نیروی زمینی ایالات متحده آمریکا است. این شاخه که در اول سپتامبر ۲۰۱۴ توسط جان مک‌هیو، وزیر وقت ارتش، ایجاد شد، جدیدترین شاخه ارتش ایالات متحده است. نیروی زمینی ایالات متحده این سپاه را به‌عنوان «شاخه‌ای مانوری با مأموریت انجام عملیات‌های دفاعی و تهاجمی فضای مجازی توصیف می‌کند. سپاه سایبری تنها شاخه‌ای است که برای مقابله مستقیم با تهدیدات در حوزه فضای مجازی طراحی شده است.»
پیش از تأسیس سپاه سایبری، تخصص‌های حرفه‌ای نظامی جنگ سایبری و اطلاعاتی توسط چندین شاخه و حوزه عملیاتی دیگر ارتش، عمدتاً سپاه اطلاعات نظامی و سپاه سیگنال ارتش ایالات متحده، مدیریت می‌شدند. سپاه سایبری مسئول آموزش، مدیریت، توسعه و سازماندهی افسرانی است که به این شاخه اختصاص داده شده‌اند.